# 秋香院
秋香院（しゅうこういん、生年不詳 - 寛永13年10月12日（1636年11月9日））は、江戸時代前期の女性。名は糸姫。越後新発田藩主溝口秀勝の五女。

## 生涯
新発田藩主溝口秀勝の五女として生まれる。母は瑞雲院（長井源七郎の娘）。兄に溝口宣勝、溝口善勝、姉に瑞亭院（中院通村室）らがいる。
新発田藩組頭溝口盛政（700石）に嫁ぎ、長男斎（早世）、長女（溝口長重妻）、次女（河村彦兵衛妻）、三女（南六郎兵衛妻）、四女（窪田吉直妻）の5人の子をもうけた。寛永13年（1636年）10月12日に死去した。法名は秋香院殿。秋香院の没後、盛政は新発田藩家老柿本正方の娘を後妻に迎えている。

## 堀部安兵衛との関係
溝口盛政の六女は中山弥次右衛門に嫁ぎ、その間に赤穂浪士四十七士の一人堀部安兵衛武庸を産んだ。このことから、一般に堀部安兵衛の祖母は秋香院であると認識されているが、上記のように秋香院の娘は4人であるため、安兵衛の母は後妻の柿本氏との間に生まれたと考えられる。したがって、安兵衛は生後すぐに母を亡くしたため3歳になるまで祖母である秋香院が育てた、あるいは、秋香院が幼い安兵衛を抱いて馬を乗り廻したといった逸話は伝承にすぎず、史実ではない。もし安兵衛が祖母に養育されたことが事実であるならば、その祖母とは盛政の後妻のことであろう。